# Michael Dunkley
Michael Henry Dunkley, né le 18 juin 1958, est un homme politique bermudien. Chef du parti One Bermuda Alliance, il est Premier ministre des Bermudes du 19 mai 2014 au 19 juillet 2017.

## Biographie
Michael Dunkley suit des études secondaires dans une école privée des Bermudes puis au Canada. Il est diplômé de l'université de Richmond aux États-Unis.
Il est élu membre du Parlement des Bermudes lors d'une élection partielle en 1997. En 2012, il devient le vice-Premier ministre de Craig Cannonier. À la suite de la démission de ce dernier, il lui succède comme chef du gouvernement et du parti One Bermuda Alliance. Après sa défaite aux élections législatives du 18 juillet 2017, il cède le pouvoir à David Burt (Parti travailliste progressiste) et démissionne de son poste de chef du parti One Bermuda Alliance.